# Fabulino
Fabulino (en latín, Fabulinus) fue un dios de la mitología romana que enseñaba a los niños a hablar. Así, cuando un niño hablaba por primera vez, los padres le hacían una ofrenda en agradecimiento. Su nombre provenía de fabulari, hablar.